# Tsjechoslowaaks voetbalkampioenschap 1919
In 1919 werd voor het eerst een voetbalkampioenschap in Tsjechoslowakije georganiseerd. Tsjechoslowakije was op 28 oktober 1918 onafhankelijk geworden van het keizerrijk Oostenrijk-Hongarije. Er waren twee voetbalbonden; de Boheemse voetbalbond ČSF (Český svaz footballový) en de Slowaakse voetbalbond SzLSz.
Er werd geen officieel kampioenschap voor het ganse land georganiseerd. De Boheemse bond organiseerde een eindronde van de vier regionale competities zonder de Slowaakse kampioen.
In Midden-Bohemen werd Sparta Praag kampioen, in Kladno SK Kladno, in West-Bohemen FK Olympia Pilsen en in Oost-Bohemen SK Hradec Králové.
De eindronde werd van 12 september 1919 tot 9 november 1919 gespeeld.

## Eindronde Boheemse voetbalbond
| Pl. | Team              | Wed. | W | G | V | Goal+ | Goal- | Saldo | Ptn. |
| --- | ----------------- | ---- | - | - | - | ----- | ----- | ----- | ---- |
| 1.  | AC Sparta Praag   | 3    | 3 | 0 | 0 | 17    | 0     | +17   | 6    |
| 2.  | SK Kladno         | 3    | 1 | 1 | 1 | 5     | 4     | +1    | 3    |
| 3.  | FK Olympia Pilsen | 3    | 1 | 1 | 1 | 4     | 6     | −2    | 3    |
| 4.  | SK Hradec Králové | 3    | 0 | 0 | 3 | 1     | 17    | −16   | 0    |

Pl. = Plaats; Wed. = Wedstrijden; W = Overwinningen; G = Gelijke spellen; V = nederlagen; Saldo =doelpuntenverschil Ptn = Ptn

## Uitslagen
|                   | SPA | KLA | PLZ | HRA  |
| ----------------- | --- | --- | --- | ---- |
| AC Sparta Praag   | XXX | 2-0 | -   | 10-0 |
| SK Kladno         | -   | XXX | -   | -    |
| FK Olympia Pilsen | 0-5 | 1-1 | XXX | 3-1  |
| SK Hradec Králové | -   | 1-4 | -   | XXX  |

1918 · 
1919 · 
1920 · 
1921 · 
1922 · 
1923 · 
1924 · 
1925 · 
1925/26 · 
1927 · 
1927/28 · 
1928/29 · 
1929/30 · 
1930/31 · 
1931/32 · 
1932/33 · 
1933/34 · 
1934/35 · 
1935/36 · 
1936/37 · 
1937/38 · 
1945/46 · 
1946/47 · 
1947/48 · 
1948 · 
1949 · 
1950 · 
1951 · 
1952 · 
1953 · 
1954 · 
1955 · 
1956 · 
1957/58 · 
1958/59 · 
1959/60 · 
1960/61 · 
1961/62 · 
1962/63 · 
1963/64 · 
1964/65 · 
1965/66 · 
1966/67 · 
1967/68 · 
1968/69 · 
1969/70 · 
1970/71 · 
1971/72 · 
1972/73 · 
1973/74 · 
1974/75 · 
1975/76 · 
1976/77 · 
1977/78 · 
1978/79 · 
1979/80 · 
1980/81 · 
1981/82 · 
1982/83 · 
1983/84 · 
1984/85 · 
1985/86 · 
1986/87 · 
1987/88 · 
1988/89 · 
1989/90 · 
1990/91 · 
1991/92 · 
1992/93